# 教会管区
教会管区（きょうかいかんく、ラテン語: provincia ecclesiastica、英語: ecclesiastical province）は、キリスト教のいくつかの教派で使われる言葉で、複数の教区が集まった集合体である。もともとローマ帝国の政治単位の「プロヴィンキア Provincia」（州）に習っている。
カトリック教会では複数の教区（司教区、あるいは大司教区）を取りまとめて管轄するカトリック教会の組織で、教会法431条に基づく。通常、大司教区(archdiocese)が兼務する。日本の場合、長崎、東京、大阪高松の3つの大司教区の大司教が教会管区長も兼ねている。教会管区は管区大司教によって統治される。
聖公会では日本管区（日本聖公会）、韓国管区（大韓聖公会）などと現在は国家単位になっている場合が多く、所属教区の代表から管区代表が選ばれる。ただし、大所帯の英国聖公会ではカンタベリー管区とヨーク管区が、米国聖公会では第1管区から第8管区まであるなど、ひとつの国家内に複数の管区がある場合もある。救世軍もやはり国家単位になっていて、「軍国」と呼ばれる。